# 紙箱戰機
《紙箱戰機》（日语：ダンボール戦機）為LEVEL-5公司所開發，於2011年3月17日發售的PSP用角色扮演遊戲。行動電話版預定將於同年開始配信。預定將以跨媒體製作的方式同時發表電視動畫、漫畫以及塑膠模型玩具。
動畫第1季《紙箱戰機》於2011年3月2日至2012年1月11日於日本東京電視台系列播放電視動畫，全44話。第2季《紙箱戰機W》於2012年1月18日至2013年3月20日於日本東京電視台播出，全58話。衍生作《裝甲娘戰機》2021年1月6日開播。

## 概要
PSP版遊戲軟體預定將以同捆「AX-00」的塑膠模型的方式發售，而遊戲軟體與塑膠模型沒有各自單獨販售的預定。
作品初發表於2008年時LEVEL-5的新作發表會「LEVEL5 VISION 2008」，且於2009年時發售、配信，後於「LEVEL5 VISION 2009」時變更為2010年發售，「LEVEL5 VISION 2010」時再度延期變更為2011年3月17日時發售。
於2009年「LEVEL5 VISION 2009」時發表電視動畫、漫畫以及塑膠組裝模型等的製作。

## 作品一覽
- 紙箱戰機（2011年6月16日，PSP）
  - 紙箱戰機 Boost（2011年11月23日，PSP）
  - 紙箱戰機 爆Boost（2012年7月5日，3DS）
- 紙箱戰機W（2012年10月18日，PSP、PS Vita）
  - 紙箱戰機W 超Custom（2013年7月18日預定，3DS）
- 紙箱戰機WARS（第三作暨第二代）

## 故事概要
2050年時，在強化紙箱中以被稱為LBX的小型戰鬥機器人進行對戰的比賽已化為一股熱潮。主角山野阪也是熱衷於LBX對戰的一人，一如往常般瞞著家人在外玩著LBX的某日，被一位神秘的女性託付了一台超高性能的LBX「AX-00」。

## 登場人物

### 第一作／W登場人物

#### 主要人物

##### 主角群
山野阪（Yamano Ban）
配音員：（日）久保田惠；（港）陳安瑩（Animax）、雷碧娜（TVB）；（台）詹雅菁(第一季)→汪世瑋(第1季總編集和第2季)(TV版)／錢欣郁(閃電十一人GO VS 紙箱戰機W)
本作品男主角之一，也是第一男主角。（《紙箱戰機》、《紙箱戰機W》）
13歲（初登場），美空第二中學一年級，是名喜歡著機器人與模型的少年。常與同伴們在模型店裡玩著。為了與父親相見而參加地下LBX大賽。
在續作《W》中是14歲，因成為比斯達斯地下賽、阿提蜜斯以及秋葉原王國的優勝者而變成名人，與前作同樣以槍術為主要戰法。在經歷「革新者事件（前作）」之後性格變得相當成熟。因為LBX失控事件而因面臨LBX「奧丁」的損壞無法戰鬥的原因（遊戲中LBX「奧丁」被回收改造成LBX「奧丁MK-2」）加上得知「探測者」（其實是由父親山野博士所組成）的存在，因此使用父親山野博士的新LBX「艾爾希翁」與新同伴作戰。以作為前輩身份指導新手玩家弘有關LBX的知識跟操控技術。
在《WARS》特別篇再次出場，前往神威島作講座嘉賓，並與金為隊友和新、無樂進行對戰，最終勝出並私自教授新。
LBX：武者（出租）→AX-00→阿基里斯→奧丁→（W）艾利西昂→布魯德（臨時借用）→艾利西昂→伊卡洛斯．零式→奧尼基安→伊卡洛斯．零式→阿基里斯D9→伊卡洛斯．零式→奧丁MK-2→奧丁(Wars特別篇)→阿基里斯（Wars特別篇)→阿基里斯II(改裝機)(LBX烈傳)
LBX"假面劍士B"為遊戲版使用（暫時）
川村亞美（Kawamura Ami）
配音員：（日）井上麻里奈；（港）譚淑嫻（Animax）、陳皓宜（TVB）；（台）林美秀(TV版)／孫若瑜(閃電十一人GO VS 紙箱戰機W)
本作品女主角之一，第一季的女主角。
13歲（初登場），美空第二中學一年級，與阪同一個班別的優等生，而且住所與阪不遠。是個LBX的狂熱愛好者，LBX方面的知識在阪之上教給他許多與LBX的相關事物。
在《W》是14歲，作為優秀玩家被「探測者」給擄走以「奴隸玩家」的身份再次出現。在中國與阪等人對戰，最後被救出回到日本休養在澳大利亞與阪一行人會合跟他們一起並肩作戰。
LBX：女忍者→潘朵拉（粉紅）→（W）闇黑潘朵拉→潘朵拉（白）
青島和也（Aoshima Kazuya）
配音員：（日）浪川大輔；（港）張裕東（TVB）；（台）賀宇傑(第一季和閃電十一人GO VS 紙箱戰機W)→黃天佑(第1季總編集和第2季)
本作品男主角之一，第一季的男主角之一。
13歲（初登場）美空第二中學一年級，與阪和亞美同一個級別。
通稱為（カズ），雖然有著些許像是不良少年般行為舉止，但實際上是個好人。熟悉LBX內部相關的晶片零件，會給予阪一些技術方面的幫助。
在《W》是14歲，作為優秀玩家被「探測者」給擄走並且下落不明，後來在奴隸狀態的頸環鬆開的緣故，並得知「探測者」其實是由阪的父親山野博士為了阻止奧米加達因的支配世界的計畫所組成的理由而協助他，在第29集中再度出現使用LBX「阿喀琉斯．誓約型」協助阪一行人會合跟他們一起並肩作戰，救出受奧米加達因的操縱成為奴隸玩家的飛鳥。
LBX：勇士→埃及→角鬥士（出租）→獵人→芬里爾→（W）阿喀琉斯．誓約型
海道金（Kaidou Jin）
配音員：（日）小田久史；（港）周良鴻（TVB）；（台）李景唐(TV版第一季和第二季)→李世揚(TV版第三季)／何志威(閃電十一人GO VS 紙箱戰機W)
本作品男主角之一。頭腦冷靜且技術優越的LBX玩家。視阪為宿敵。
13歲（初登場），被稱為「秒殺的皇帝」，是擁有天才般的LBX操作技術的少年，幾乎所有對手都會在一分鐘內被他擊破。擅於以大斧來作戰。
海道義光的義孫子(實際上是海道作為政治宣傳的手段之一)，某日乘戰鬥機轉校至美空第二中學，與阪和亞美同一班別，後轉校離開。
九年前因橋塌事件中失去父母險被各社會媒體視為可以利用的新聞素材，後來被海道所救並以成為LBX菁英為目的扶養。當自己發現義祖父海道的真面目，於後期開始不贊同義祖父海道的做法而幫助阪一行人。革新者事件被揭發後，海道大宅被政府充公，在自己取得足夠自己使用的生活費和學費的期間堅持不使用義祖父的錢，在將來必定會還錢的前題下向拓也借一筆錢用於裕也的治療費用。(官方小說《そして世界は再び動き出す》)
在《W》是14歲， 革新者事件後去A國留學，曾產生放棄LBX的想法，但始終下不了決心，得知「探測者」的LBX失控事件後與阪等人會合並參與戰鬥，途中遇到被困在列車的謝西卡和弘出手用新LBX「海神特靈頓」成功擋住列車。因二季分別擋住列車，所以有另一個綽號：「擋列車達人」。
米澤爾事件後，再次前往A國留學，年僅15歲就已經在WIT工科大學研讀LBX，並參與WIT的研究計劃（應用腦神經和集團心理的電腦系統相關）。(官方小說《そして世界は再び動き出す》)
在《WARS》第1話結尾以神秘人方式出現在神威大門統合學園地下基地觀看「第二世界」的戰鬥，看似在研究LBX選手的能力，暫時對其出現及目的未明確。第7話開頭出現，與玲奈討論傑諾克作戰攻略。第18話正式登場，為哈尼斯的司令官，亦是哈尼斯二年級三班的副班主任，被稱為「戰術與用兵的天才」，一直以神秘身份「多魯多金斯」擔任哈尼斯假想國的幕後司令。(遊戲版省略)
LBX：帝王→帝王M2→原型芝諾→芝諾→（W）海神特靈頓→武者（臨時借用）→ 海神特靈頓→伊卡洛斯．零式（臨時借用）→海神特靈頓→芝諾(WARS特別篇)→帝王M3(LBX烈傳)LBX"聖騎士帝王"為遊戲版使用
灰原裕也（Haibara Yuya）
配音員：（日）梶裕貴；（港）羅婉楓（Animax）、張方正（TVB）；（台）林美秀(TV版)／郭雨林(閃電十一人GO VS 紙箱戰機W)
在《W》篇時已14歲，第一季中，在革新者事件中同樣跟金一樣失去雙親的孩子，後來被送往第3屆阿爾特美斯的少年刺客，因精神模式的失敗與LBX的失控令金與阪出手擊倒自己而失去意識倒下，經過休養已回復過來。因為被金所救希望向他報恩，從而與金和阪一行人會合並參與戰鬥。對於外面的世界認知不多，對於不少事物會感到新奇。
米澤爾事件後，為了見識世界決定去A國並加入NICS。(官方小說《そして世界は再び動き出す》)
LBX：審判者→(W)劉備→蓮空（臨時借用）→劉備→伊卡洛斯．強襲型（臨時借用）→劉備
鄉田半藏（Gouda Hanzou）
配音員：（日）早志勇紀；（港）李家傑（Animax）、胡家豪、巫哲棋（代配）（TVB）（台）李景唐
美空第二中學三年級，美空四天王首領。性格熱血，外觀打扮為番長，隨身攜帶著一把木刀。所使用的LBX「破壞王」被稱為「地獄的破壞神」。被阪打敗後認同他的實力。在《W》中與仙道組隊參加2051年的阿爾特美斯並且協助阪一行人阻止「探測者」(實際為奧米加達因)所實行的「A國總統暗殺計劃」。2051年的阿爾特美斯之後，在澳大利亞變成奴隸操作者被小阪和阿弘擊敗下得以甦醒，不過持有的LBX還是破壞王怒愚魔。
LBX：破壞王→破壞王绝斗→（W）破壞王怒愚魔
仙道大樹（Sendou Daiki）
配音員：（日）勝杏里；（港）梁偉德（TVB）（台）梁興昌
被稱為「箱中的魔術師」，美空第一中學的頭領。是個否定友情只相信自己的LBX玩家。清花(於《紙箱戰機WARS》登場)的哥哥
能同時操控三台LBX，是名相當有實力LBX玩家，其使用的LBX「小丑」在操縱上的困難度，更是出了名的難。經常隨身攜帶著塔羅牌並道出當中的意思。與鄉田性格相反，經常對立。
在《W》中與郷田組隊參加2051年的阿爾特美斯並且協助阪一行人阻止「探測者」(實際為奧米加達因)所實行的「A國總統暗殺計劃」。
2051年的阿爾特美斯之後，在澳大利亞變成奴隸操作者，後來被金和勇也擊敗下得以甦醒，不過持有的LBX還是恐怖．梦魇。
LBX：小丑→小丑MK-2→梦魇→（W）恐怖夢魘

##### W篇主角群
山野阪（Yamano Ban）
大空弘（Oozora Hiro）
配音員：（日）下野紘；（港）簡懷甄（Animax）、謝潔貞（TVB）；（台）石薇(TV版)／郭雨林(閃電十一人GO VS 紙箱戰機W)
本作品男主角之一。《W》登場。第二季的雙主角之一。母親為最初任職「次世代科技研究所」後期為研發「亞當．夏娃」系統的大空遙，長期離家工作。
13歲，非常喜歡特攝英雄的御宅族少年，特別憧憬從前很受歡迎的「宇宙英雄賽希曼」。
因為遊戲機對戰時的高超反射神經，被山野博士選中並獲得LBX「柏修斯」。主要以雙劍為主要戰法，地下德州賽時得到阪的教導亦掌握槍術。當精神處於高度集中狀態時，便會發動體內預知未來的力量，在故事中期後實力更成為足以與阪為匹敵。
LBX：柏修斯→勇士（臨時借用）→柏修斯→伊卡洛斯．強襲型→阿基里斯D9
花咲蘭（Hanasaki Ran）
配音員：（日）花澤香菜；（港）羅婉楓（Animax）、曾佩儀（TVB）；（台）林美秀(TV版)／曾允凡(閃電十一人GO VS 紙箱戰機W)
本作品女主角之一，第二季的女主角。
《W》登場。
13歲，性格活潑開朗的少女、同時也相當衝動，作戰時時常衝第一。花咲流拳法掌門人花咲大門孫女，因卓越的體能跟格鬥技而被山野博士選中託下獲得LBX「密涅瓦」，得意技以拳法為主，不過在地下德州賽時，從灰原的身上學會以劍與盾為主體的劍術。與阪跟弘同是「被選中的戰士」，操作特色是人機一體，透過LBX使出花咲流拳法。
LBX：密涅瓦→女忍者（臨時借用）→密涅瓦→密涅瓦改
謝西卡．凱歐斯（Jessica Kaios）
配音員：（日）喜多村英梨；（港）王夢華→莎拉（Animax）、成瑤孆（TVB）；（台）林美秀(TV版)／孫若瑜(閃電十一人GO VS 紙箱戰機W)
《W》登場。
14歲，NICS凱歐斯局長的女兒，是名優秀的LBX玩家，操作打扮與自己一樣、有著西部牛仔形象之LBX「貞德D」。主要以雙鎗為主要武器，不過在地下德州賽中，從海道金身上學會操作大斧。擁有過目不忘的能力，觀察力是普通人的一倍。有時會比飛鳥還要猖狂、目中無人，有時自戀且臉紅害羞(尤其是看到帥哥時)。「探測者」事件後與阪等人一起行動跟進行調査。
LBX：貞德D→亞馬遜女戰士（臨時借用）→貞德D
古城飛鳥（Kojo Asuka）
配音員：（日）白石涼子；（港）梁少霞、黃昕瑜（代配）（TVB）；（台）石薇(TV版)／陳貞伃(閃電十一人GO VS 紙箱戰機W)
《W》登場。14歲，打扮得像個男生的少女，喜歡喝番茄汁，性格比男性還要衝動。專用的LBX「吸血貓」是弟弟古城武為她製作的心血結晶。
是名擁有壓倒性實力的LBX玩家，並擊敗阪一行人成為第4屆阿爾特美斯的優勝者。後來變成奴隸操作者(但實際上受奧米加達因的操控)，被假裝奴隸操作者的和也給擊敗下得以清醒。
在《WARS》時是職業LBX選手、網絡長矛公司（CYBER LANCE）的代言人。凱瑟琳憧憬的偶像，尚未實際登場。造型變得女性化留一頭長頭髮。
LBX：吸血貓
風摩桐戶（Kazama Kirito）
配音員：（日）平川大輔；（台）黃天佑；（港）李致林（TVB）
《W》的角色。OMEGA DAIN公司的測試玩家，對於NICS跟「探測者」的戰鬥沒有興趣，只希望跟實力很強玩家(特別是山野阪、大空弘等LBX玩家)進行LBX對戰。
過去在歷經前女友艾咪因遇交通意外中逝世而受內疚，即使製作出同樣的機器人戀人卻發現其不像個完整的人類而感到失落，後來在OMEGA DAIN公司的總裁艾倫．沃森的提議下開發出人工智慧獨眼巨人的新型LBX晶片的條件下因而成為LBX玩家，因此四處跟實力很強玩家進行LBX對戰來蒐集經驗值新型LBX晶片能以成長，也一度調查加入OMEGA DAIN公司的Dr．木乃伊的來歷與其製作的殺戮機器人的秘密。當自己發現Dr．木乃伊的真實身分是恐怖分子檜山蓮也發現對方跟艾倫．沃森與卡汀執行征服世界有關時，因而拿此事向艾倫要脅卻發現他被卡汀的手下給殺害。因而跟隨卡汀與的Dr．木乃伊潛入外太空的軍事基地天堂，並且阻擋阪一行人前往天堂控制室的同時跟他們進行LBX對戰，但在完成人工智慧獨眼巨人的新型LBX晶片之後，目睹晶片被卡汀的LBX宙斯給奪走還被對方告知晶片根本不可能用在機器人的身上、自己是受艾倫所利用的事實上而感到很失落，後來受御宅X的開導與提醒下振作起來。米澤爾篇變成版的同伴，把被幽靈劫持操作的米妮瓦改給擊敗。
LBX：迪庫OZ、小丑．桐戶改、破壞王．桐戶改、火焰芬里爾
川村亞美（Kawamura Ami）
青島和也（Aoshima Kazuya）
海道金（Kaidou Jin）
灰原裕也（Haibara Yuya）
鄉田半藏（Gouda Hanzou）
仙道大樹（Sendou Daiki）

#### 探索者
大口寺龍
配音員：（日）千葉進步；（港）黃啟昌（TVB）；（台）梁興昌
山野阪的同班同學，為重機愛好者。喜歡亞美，但完全她不被放在眼裡。雖然有著與其語調相反的懦弱的一面，但卻相當的了解LBX機械相關的知識。
LBX：布魯德→布魯德改
矢澤莉子
配音員：（日）真堂圭；（港）王夢華（Animax）；余欣沛（第一部）→劉惠雲→凌晞（W第56集起）（TVB）；（台）石薇 (第一季)→未知(第二季)
美空四天王之一。其外觀打扮為典型的女番長風格，雖然是中學生但體形矮小，外套背上寫着「大人」二字。總是哼唱著喜歡的演歌。
LBX：女王
鹿野銀二
配音員：（日）；（港）曹啟謙（TVB）；（台）賀宇傑
美空四天王之一。其「嗚嘻嘻」的笑聲與像是殭屍般的打扮讓週遭的人感到不舒服。
LBX：狂狗
龜山鐵男
配音員：（日）四宮豪；（港）何承駿（TVB）；（台）梁興昌
美空四天王之一。雖然有著比一般人大上一圈的身材以及有點傻傻的言行舉止，但對於LBX卻有著相當深刻的了解。
LBX：納茲
宇崎拓也
配音員：（日）中村悠一；（港）何承駿→麥皓豐（TVB）；（台）賀宇傑(第1季和閃電十一人GOVS紙箱戰機W)→黃天佑(第1季總編集和第2季)
探索者的創立人，在咖啡店與山野阪等人相遇的男性，是山野淳一郎的助手，也是宇崎悠介的弟弟。察覺十年前父親因遇車禍身亡的事件跟海道義光有關因而反抗海道，後來因哥哥悠介為了保護霧島而犧牲後，繼承哥哥的遺志成為TINY ORBIT公司的社長，不過第2季有一段時間因為阿基里斯誓約型的攻擊事件而被迫辭職社長的職務，暫轉到NICS工作擔任情報員。
八神英二
配音員：（日）星野貴紀；（港）雷霆（第一部）→陳廷軒（W至WARS）（TVB）；（台）梁興昌
「黑色部隊」的司令官，九年前面臨妻子慶子與女兒有希因遇橋塌事件中喪身的是陷入痛苦而被海道義光所救，但後來發現橋塌事件跟海道義光所策劃的事件轉而投效探索者，於《WARS》第34集再次出現協助金調查神威島營運系統(遊戲版省略)。
LBX：大將
檜山蓮／雷克斯
配音員：（日）東地宏樹；（港）葉振聲（TVB）；（台）李景唐
第一季的最終boss，藍貓咖啡店的店長。其真實身分為「比斯達斯地下賽」冠軍和山野淳一郎的助手，同時也是第一季中革新者事件等一連串事件的幕後黑手。
恨海道義光的原因是九年前的橋塌事件是海道義光吹促雷克斯的父親對橋的趕工和偷工減料所導致。最後在革新者製造的巨大火箭「土星（Saturn）」的自爆下與「土星（Saturn）」同歸於盡。(據後作紙箱戰機W的雷克斯顯示，其重傷的雷克斯則是妹妹檜山真實偽裝，因此本人仍已身亡)。
LBX：甲士→G．雷克斯→伊弗利特
石森里奈
配音員：（日）廣瀨有香；（港）林元春（TVB）；（台）林美秀
神秘的女性，是山野淳一郎的助手。為了治好妹妹而投靠革新者，後來與拓也和解並回歸探索者。
第1話將「AX-00」交予阿阪。
宇崎悠介
配音員：（日）（日）四宮豪；（港）招世亮（TVB）；（台）梁興昌
TINY ORBIT公司的前社長，拓也的哥哥。使用潘朵拉的人，因為查出父親十年前為了接發海道義光的罪行而被其所殺的原因，因此為了對抗海道而一直暗中保護著阪一行人，在26話被亞美給揭穿一直暗中保護阪，在26至27回把潘朵拉的LBX輸入碼交給亞美，在37回為了保護霧島而犧牲。
LBX：潘朵拉
霧野紗枝
配音員：（日）川瀨晶子；（港）陳安瑩（Animax）、陳琴雲→羅孔柔（W）（TVB）；（台）石薇
TINY ORBIT公司社長的秘書，與TINY ORBIT公司關係深厚。於《W》篇中將一部新做好的白色潘朵拉LBX交給亞美。
結城研介
配音員：（日）奈良徹
TINY ORBIT公司開發部的成員，技術優秀，拓也不在時代替他處理開發部的工作。
奧特克羅斯（奧特X）（Otacross）
配音員：（日）田久保修平；（港）古明華→黃子敬、張炳強（代配）（TVB）；（台）梁興昌(TV版)／陳幼文(閃電十一人GO VS 紙箱戰機W)
在秋葉原很有名的天才黑客老人，為探路者破解了「神之閘門」的人。喜歡亞美，性好漁色。
是名能同時操縱3台LBX，並進行3對3的對戰，是相當具有實力的LBX玩家。
LBX：ZX3一號機、ZX3二號機、ZX3三號機、完美ZX3、完美ZX4壹號機
霧島平治
配音員：（日）星野充昭；（港）陳永信（TVB）；（台）待查
是一名優秀的工程師，曾經發明過很多了不起的東西，是強化紙箱的開發者。由於強化紙箱的專利被TINY ORBIT公司給奪去，令自己擁有的飛鳥工業結業。後來因悠介被革新者所殺的原因與TINY ORBIT公司和解並成為探索者一員。

#### 奧特戰隊（オタレンジャー）
由奧特克羅斯的徒弟所組成、以「保護秋葉原」為宗旨的戰隊，全員使用的LBX都是「合身鳥Ｘ」（奧特金戰士和奧特銀戰士除外），全員頭上也帶著跟跟合身鳥Ｘ頭部一模一樣的頭盔，身上也穿著一模一樣的球衣，每個人的穿著上只差在顏色而已，成員顏色有：紅、黃、藍、粉紅、黑色，『W』中增加金還有銀，其中奧特粉紅戰士和奧特銀戰士是其中少有的女性成員，而奧特金戰士和奧特銀戰士則都是外國人，而奧特紅戰士是唯一有出現過真面目和真名的成員。
LBX：合身鳥Ｘ
奧特紅戰士（祐仁）
配音員：（日）河本啟佑；（港）關令翹、陳灝瑋（代配）（TVB）；（台）李景唐
LBX：比必鳥Ｘ、完美ZX3
曾經參加2050和2051年的亞提密斯
奧特藍戰士
配音員：（日）高橋研二；（港）待查；（台）待查
LBX：比必鳥Ｘ－ＩＩ
奧特黃戰士
配音員：（日）最上嗣生；（港）待查；（台）待查
喜歡亞美。
LBX：比必鳥Ｘ－ＩＩＩ
奧特粉紅戰士
配音員：（日）中村知子；（港）成瑤孆（TVB）；（台）待查
喜歡金。 
LBX：比必鳥Ｘ－ＩＶ
奧特黑戰士
配音員：（日）櫻井トオル；（港）待查；（台）待查
LBX：比必鳥Ｘ－Ｖ
奧特金戰士
配音員：（日）三宅健太；（港）鄧港文（TVB）；（台）黃天佑
LBX：比必鳥金
曾經參加2051年的亞提密斯
奧特銀戰士
配音員：（日）渡邊明乃；（港）凌晞（TVB）；（台）汪世瑋
曾經在澳大利亞變成奴隸操作者。
LBX：比必鳥銀、比必鳥混沌
曾經參加2051年的亞提密斯

#### 黑客軍團（ハッカー軍団）
秋葉原黑客集體，只會服從秋葉原之王（Akihabara King）的命令
除了協助阪蒐集失散的白金膠囊解讀密碼的數據以外，還為TINY ORBIT防衛戰進行LBX的迎擊。
LBX：灰女僕
山貓
配音員：（日）日野未步；（港）林丹鳳（TVB）；（台）待查
黑客軍團的領導人之一，身材短小的少年，給予別人象貓一樣的印象。
在第二季的澳大利亞已經變成奴隸操作者，後來被剛歸隊的亞美和英二擊敗，解除洗腦。
LBX：紅絲帶、血絲帶
軍曹
配音員：（日）こぶしのぶゆき；（港）待查；（台）待查
黑客軍團的領導人之一，身材高大，給予人感覺可靠的印象。
LBX：綠絲帶
墨角蘭
配音員：（日）瑚海みどり；（港）陳琴雲（TVB）；（台）待查
黑客軍團的領導人之一，身材很瘦而且皮膚很白，是名猶如魔女般的女性。
LBX：藍絲帶

#### 特工三人組
八神英二所率領的「黑色部隊」的成員，皆戴著隱藏著臉孔的面具，後來跟隨八神英二轉而投效探索者。
真野晶子
配音員：（日）岡村明美；（台）石薇；（港）曾秀清→劉惠雲（第1輯特別篇）→張頌欣（W）（TVB）
LBX：蓮空→蓮空Ace
細井將志
配音員：（日）德山靖彥；（港）關令翹（TVB）；（台）待查
LBX：蓮空→蓮空改
矢壁塀太
配音員：（日）奈良徹；（港）伍博民（TVB）；（台）待查
LBX：蓮空→蓮空改

#### 山野家
山野淳一郎
配音員：（日）小松史法；（港）張錦江（TVB）；（台）賀宇傑(第1季)→梁興昌(第2季)／陳幼文(閃電十一人GO VS 紙箱戰機W)
山野阪的父親，為創造出LBX的優秀工程師，曾以「假面J」之名參加阿爾特美斯，並在阿爾特美斯決賽中，將LBX「奧丁」的設計圖輸進阿喀琉斯體內的白金膠囊裡面，於《W》曾經用「探測者」的組織，企圖毀掉在全世界的LBX，後來被小阪他們阻止，原因是奧米加達因企圖製造戰爭武器，於《WARS》寫了一本LBX記錄的書本。
LBX：假面劍士J→阿基里斯．契約者
山野真理惠
配音員：（日）岡村明美；（港）沈小蘭（TVB）；（台）待查
山野阪的母親。
LBX：假面劍士M（遊戲）
山野阪（Yamano Ban）

#### 敵人

##### 第一季(革新者)
海道義光
配音員：（日）藤本讓；（港）朱子聰（TVB）；（台）待查
為海道財閥的會長、國會議員，操控著邪惡的組織「革新者」。
注意的是，真正的海道義光被檜山蓮暗殺了，之後一直以複製機械人出場（檜山蓮親囗証實）。
LBX：月光丸→凱撒（AX-02）→月光丸
加納義一
配音員：（日）高瀨右光；（港）待查；（台）待查
「白色部隊」的司令官。
藤堂三良
配音員：（日）德山靖彥；（港）待查；（台）待查
「藍色部隊」的司令官。
貞松四郎
配音員：（日）高口公介；（港）待查；（台）待查
「紅色部隊」的司令官。
神谷藤吾郎
配音員：（日）ふくまつ進紗；（港）張錦江（TVB）；（台）待查
為神谷重工業的社長，經常出現於海道義光左右，為革新者秘密提供LBX作武器使用。
澤村宗人
配音員：（日）高口公介；（港）待查；（台）待查
為TINY ORBIT公司的成員，暗地為革新者的成員，也是經常出現於海道義光左右，不過宇崎拓也當上TINY ORBIT公司的社長之後被開除。
第2季有一段時間因為宇崎拓也辭職TINY ORBIT公司的社長而走馬上任，不過奧米加達因事件之後被迫離職。
神谷浩介
配音員：（日）古島清孝；（台）梁興昌；（港）黃積權（TVB）
17歲，神谷藤吾郎的兒子，於外國深造LBX工學。
用眼帶掩蓋右眼，自認為自己是被神選中的男人。
LBX：路西法→（W）暗影路西法

##### 第二季
胡狼（Jackal）
配音員：（日）平川大輔；（港）劉奕希（TVB）；（台）黃天佑
一名暗殺者，在第一作中接受革新者的委託要暗殺財前總理，結果被阪他們阻止，《W》中打算在2051年亞提蜜斯會場3000米外暗殺總統，但一般LBX不能遠於1000米外控制，但總統在亞提蜜斯會場3000米外的和平公園，並派出三台LBX「海蛇」作為路由器LBX（一台是後備），再派出一台「刺客」在和平公園來暗殺總統，最終被古城飛鳥告發他的惡行，失敗告終。
LBX：海蛇（x3）、刺客（x2）、狂狗
Dr．木乃伊／檜山真實（Dr・Mami）
配音員：（日）東地宏樹（Dr．木乃伊）、芝原千彌子（檜山真實）；（港）葉振聲（TVB-Dr．木乃伊）、羅杏芝（TVB-檜山真實）；（台）李景唐（Dr．木乃伊）、石薇（檜山真實）
《W》前半段的最終boss，偽裝成原「比斯達斯地下賽」冠軍和山野淳一郎的助手檜山蓮，實際上是檜山蓮之妹——檜山真實偽冒身份。
在故事中期後，表面上是前作的最後在革新者製造的巨大火箭「土星（Saturn）」的自爆下與「土星（Saturn）」同歸於盡，但卻奇蹟似的活了下來，身上似乎因此留下了許多燒傷，因此全身都包滿了繃帶，講話聲音也變的沙啞，而且必須坐著電動輪椅才能行動，其實是為了掩飾女兒身的偽裝，並成為了OMEGA DAIN公司的科學家，還設計了專門獵殺LBX的機器人「殺戮機器人」，真正目的是為了繼承哥哥的遺願而偽裝成檜山蓮，之後得知檜山蓮的遺願後難過崩潰所有的計畫全都白費，曾一度用炸彈自殺，最後在蘭的阻止及小阪和阿弘的說服下投降，在回到地球後與A國副總統(阿費爾德‧卡汀)及副總統的部下一起被NICS逮捕。
LBX：宙斯
米澤爾（Mizel）
配音員：（日）山本泰輔；（港）鄧港文（TVB） ；（台）李景唐
《W》後半段的最終boss，一名神秘少年。
曾把日蝕號入侵然後偷走，改裝成米澤爾巨神，由於其隱形的功能，所以不能追蹤他的信號
於54集中OMEGA DAIN公司奪回戰中得悉是「亞當．夏娃」失控後造出來的病毒程式，入侵OMEGA DAIN公司制作的AI機械人行動。其目的是製造合理和有效率的世界，在OMEGA DAIN公司的隱藏地區入侵AI機械人素體以及製作LBX「維克塔」。
其後於山野博士將完成LBX「軍神」時入侵迷你軌道公司，並且於戰後時把LBX「軍神」使用「幽靈劫持」奪走，後期於入侵秋生市能量機地時被LBX「阿基里斯D9」撃敗。
為對抗凌駕LBX「軍神」的LBX「阿基里斯D9」，把自己的數據傳送到LBX「軍神」並改裝成LBX「米澤爾軍神」，不過還是被「阿基里斯D9」和「奧丁MK-2」擊敗(遊戲版是被「阿基里斯D9」擊敗，原因是戰鬥到一半把小阪和小蘭的LBX擊敗)，因此先轉回機器人在消失(遊戲版是直接消失)。
LBX：維克塔、軍神、米澤爾軍神
A國副總統(阿費爾德‧卡汀)（Alferdo Gardyne）
配音員：（日）相澤正輝；（港）盧國權、林丹鳳（兒時）、巫哲棋（少年）（TVB）；（台）黃天佑
《W》的角色。於《W》第三集出現；前任A國男性副總統，最後因為用實際上是衛星天堂當作攻擊武器，向全世界攻擊而被捕，而且被革職副總統的職位。
LBX：宙斯

#### 其他人物
北島小次郎
配音員：（日）高瀨右光；（港）蕭徽勇（TVB）；（台）梁興昌
北島模型店的店長。其熱血的個性相當具有人氣，店裡總是有許多的小孩來來往往。
LBX：角鬥士
北島沙希
配音員：（日）渡邊明乃；（港）朱妙蘭（TVB）；（台）待查
北島模型店的店長的妻子。有著不輸給男性的個性，LBX對戰的技術似乎在店長之上。
LBX：女忍者
財前宗助
配音員：（日）中村悠一；（港）周良鴻（TVB）；（台）梁興昌(第1季)→李景唐(第二季)
為剛就任的年輕首相，與閃電十一人中的同名角色為平行世界的同一人，於《WARS》第34集再度出現。(遊戲版省略)
角馬王將
為秋葉原王國大賽的解說員，與閃電十一人中的同名角色為平行世界的同一人。
A國總統(克勞迪婭蘭納頓)（Claudia Renneton）
配音員：（日）Yorie Terauchi；（港）Animax：陳安瑩、TVB：黃麗芳；（台）石薇
《W》的角色。於《W》第三集出現；現任A國女性總統。
布霍恩女士（Madame Bullhorn）
配音員：（台）汪世瑋
《W》的角色。於《W》第13集出現；為熱愛LBX迷。同時是地下德州賽主辦人。

### WARS登場人物

#### 主要人物
瀨名新（Sena Arata）
配音員：（日）逢坂良太；（港）黃積權（TVB）；（台）張乃文
本作品第三季的男主角之一，第一男主角。(《紙箱戰機WARS》)
14歲，二年五班新生，傑諾克第一小隊的成員，個性衝動，喜歡使用近攻戰。
多次因魯莽而陷入危機，幸得到隊員解救。
由於對手在LBX大賽上失誤而僥倖獲勝，因而得到三次冠軍，從而有機會入讀神威大門統合學園。
觀察力強，多次即時提出帶領隊伍勝利的戰略。
為了解法條無樂使用殘酷的方法來打敗敵人的原因，第17話在謎之LBX「幻影」於「巨人之牆」攻擊無樂時保護了他，並了解到當中的原因。
在第20話於「死亡森林」中與無樂擊倒殺戮機器人後受到「強盜」的主帥伊丹京次攻擊，第21話在危急情況下覺醒了OVERLOAD的能力，結果打敗了伊丹京次 (遊戲版是跟玩家同時覺醒OVERLOAD的能力)。
據第四小隊的機械師仙道清花形容，他能透過累積經驗而不斷進化，前途無限。
曾經被伊丹京次和賽雷迪‧克萊斯勒多次要求加入艾澤爾丹，但都拒絕。
最後放棄使用OVER LOAD，在出雲春樹、星原光和法條無樂的協助下打敗賽雷迪 (遊戲版是跟玩家一同擊敗賽雷迪和京次，而不是跟春樹、光和無樂)。
世界拯救者事件結束之後仍然思想着賽雷迪對自己所說的話，因此希望環遊世界，事後暗示他會跟隨海道金與前作的前輩們見面。
在《WARS》特別篇再次出場，並主動提出和為嘉賓的山野阪進行對戰，最終戰敗。
LBX：阿基里斯·契約者（入學後被沒收）→ DC進擊者（量產型）→ 多特菲薩、吸血貓·米利塔斯（第16集測試用）→ 多特布萊斯萊薩 → 阿基里斯·契約者（退學後取回）
出雲春樹（Izumo Haruki）
配音員：（日）前野智昭；（港）梁偉德（TVB）；（台）李世揚
本作品第三季的男主角之一。
14歲，中學二年級生，二年五班的班委員長。
傑諾克第一小隊的隊長，重視團隊合作。於第4話從細野朔也的憶述得知因為在之前防衛「北方都市」的任務失敗之餘，還令隊友戰敗退學，為此十分懊悔和自責，因此對瀨名新和星原光等新人十分嚴厲。
不喜歡將感情表達在臉上，但因跟隊員長時間接觸而開始變得友善。
對戰中是第一小隊的指揮、多數擔當後方支援、以遠距離大炮保護隊友。
雖然曾經發生過隊友被法條無樂打敗的經歷，但最終在第29話與法條無樂和解。
由於在假想國聯合會議中提出戰略，展示出非凡的領導能力，因而被推舉成「世界聯合軍」的司令官 (遊戲版改由玩家擔任)。
LBX：DC進擊者（隊長機）→ 奧凡 → 特萊梵
星原光（Hoshihara Hikaru）
配音員：（日）石塚沙賴；（港）黃昕瑜（TVB）；（台）林沛笭
本作品第三季的男主角之一。
14歲，二年五班新生，傑諾克第一小隊的成員。
實力強勁，第3話在破壞「巨人之牆」任務中使用一部機體便將敵方三部機體擊敗。
七次正式LBX大賽冠軍及上屆阿爾特美斯冠軍，由於參加阿爾特美斯而延遲入學。
在第12話和第13話曾經妒忌瀨名新可以作為主力，而自己只是輔助，但被第二小隊的隊長磯谷玄堂及父親的話提醒，明白到合作的重要性、要做好自己的崗位。
在第23話護送運輸物資列車一役中因被「強盜」中的一員有馬透出計而在戰鬥中受到電擊重創。第25話康復歸隊時患上了「戰爭時分壓力症候群（WTSD）」，對戰鬥產生恐懼而接受了猿田教官的竹劍訓練，最終回復狀態，第25話「坦頓港」防衛戰中使用新LBX「華爾·戴霸」打敗「強盜」的有馬透。
LBX：亞馬遜（小時候）→ 路西法（入學後被沒收）→ DC進擊者（量產型）→ 華爾·斯柏萊斯 → 華爾·戴霸
法條無樂（Houjou Muraku）
配音員：（日）岩瀨周平；（港）陳灝瑋（TVB）；（台）梁興昌
14歲，中學二年級生， 前羅修斯聯合學生兼第六小隊隊長，傑諾克第六小隊的隊長。
實力非凡，連續五周蟬聯戰爭時代中表現優異者的榜首。
校園史上最強的玩家，沒有人能在單獨對戰下勝出，因而被稱為「紫色惡魔」（Violet Devil）。
內心覺得第二世界不是LBX最光輝的地方、本來應該是對戰後再跟對手誓言再戰、互相尊重的比賽。
為了得到一定數量的銀幣成為司令官、再成為營運第二世界的系統人員、改變這個愚蠢的戰爭，所以用像惡魔的對戰方式去打敗對手。
於第28話加入傑諾克，並與出雲春樹和解。
LBX：罔塔·伊澤爾法 → 麥格農歐瑟斯

#### 傑諾克
細野朔也（Hosono Sakuya）
配音員：（日）安濟知佳；（港）林丹鳳、伍秀霞（代配）（TVB）（台）穆宣名
二年五班學生，護目鏡總離不開頭上。
對LBX富有研究。傑諾克第一小隊的機械師，負責機體維修及在對戰中使用機體載具（Craft Carrier）運載機體。
在第22話「強盜」襲擊哈尼斯的基地之時 (遊戲版沒有這段劇情)，在短時間內利用實驗室的設施完成了新LBX「多特布萊斯萊薩」。(遊戲版則是由古城武先完成，先給玩家使用，再來是由細野朔也給瀨名新使用)
分別在第7話和第15話製作出加強LBX性能的運載裝甲、多特加格林機槍等一流的裝備。後期與古城武一同制作出LBX「多特布萊斯萊薩」的專用支援戰機「多特鳳凰」。(遊戲版則是由古城武先完成，先給玩家使用，再來是由細野朔也給瀨名新使用)
LBX：勇士 → DC進擊者（量產型）→ 多特鳳凰（多特布萊斯萊薩專用支援戰機）
磯谷玄堂（Isogai Gendou）
配音員：（日）川原慶久；（港）关令翘（TVB）；（台）梁興昌
二年五班學生，第二小隊的隊長，性格外冷內熱。身邊總會有管家綾部連次郎伴隨著。
第3話在破壞「巨人之牆」一役中，趕來掩護作為誘餌小隊的第一小隊，讓他們使用「撤退姿勢」而成功逃離LBX「罔塔·伊澤爾法」的攻擊，因而免被完全破壞。
第4話在第一小隊獲得新的LBX時，是唯一沒有對此提出異議的小隊隊長，還出言鼓勵瀨名新。亦在第13話提醒星原光只需要做好自己本份。
在第30話得知管家綾部連次郎的真正身份後大受打擊，可見他十分信任綾部。
在第36話為了保護瀨名新而受伊丹京次攻擊，最終「戰敗」(遊戲版沒有這種劇情，而且不會戰敗，最終戰也不會參戰)。事後也與瀨名新一同退學。(遊戲版沒有退學)
LBX：DC中斷者（隊長機）→ 奧凡（灰綠色塗裝專用機）
岸川青龍（Kishikawa Seiryuu）
配音員：（日）大畑伸太郎；（港）陈耀楠（TVB）；（台）李世揚
二年五班學生，第二小隊隊員。
第17話在第二次攻奪「巨人之牆」一戰中，LBX一迅間被LBX「罔塔．伊澤爾法」用新武器打敗。
LBX：DC勇者（量產型）
浜岬大河（Hamasaki Taiga）
配音員：（日）鈴木晴久（港）林筠翔（TVB）
二年五班學生，第二小隊隊員。
第17話在第二次攻奪「巨人之牆」一戰中，LBX一迅間被LBX「罔塔．伊澤爾法」用新武器打敗。
事後也與瀨名新一同退學。
LBX：DC勇者（量產型）
波野凜子（Namino Rinko）
配音員：（日）hie；（港）葉曉欣（TVB）
二年五班學生，第二小隊的機械師。
曾經因寫信給細野朔也，而被誤以為暗戀朔也。
在第23話利用朔也提供的LBX「多特布萊斯萊薩」設計圖的新技術，製作出出雲春樹的新LBX「特萊梵」。
東鄉陸也（Tougou Rikuya）
配音員：（日）浪川大輔；（港）张裕东（TVB）
二年五班學生，第三小隊的隊長。
被父親拜托調查「強盜」一事，被擁有一條第二世界的「寄生鑰匙」。
被第四小隊的隊長卡西蓮·露絲稱為「隊友殺手」，因為怕LBX完全破壞（實際是因為需要保護寄生鑰匙）而經常使用「撤退姿勢」，只留下隊友繼續作戰，第三小隊的隊員也願意保護陸也而敗北退學。
在第19話因為被羅伊·陳告知父親下令要傑諾克全部小隊隊員保護陸也，而覺得父親認為他沒有能力，因而感到沮喪提不起勁。第23話在得到傑諾克的成員支持下終於回復精神。(遊戲版改由哈尼斯的玩家小隊負責)
因為機體不再擁有「寄生鑰匙」而勇敢戰鬥，最後在第34話「失落之地」戰鬥中為了保護卡西蓮而「戰敗」並受到毒氣襲擊而昏迷。(遊戲版沒有這種劇情)
世界拯救者事件結束後因為有自己的夢想而決定退學 (遊戲版沒有退學)，卻收到父親病亡的消息而痛哭。(遊戲版改在片尾曲出現陸也拿著他爸爸的相片的圖片)
LBX：DC進擊者（隊長機）（第31話配備裝有奧凡大鐵錘、奧凡加農砲的多功能武裝背包）
谷下明人（Tanishita Akito）
配音員：（日）佐藤惠；（港）李震权（TVB）
二年五班學生，第三小隊的隊員。
第13話在奪取「坦頓港」一役勝利後，被「強盜」自爆而使LBX受到完全破壞，因此需要退學。
LBX：DC中斷者（量產型）
山名信（Yamana Shin）
配音員：（日）佐藤健輔；（港）陈成港（TVB）
二年五班學生，第三小隊的隊員。
第12話在執行奪取「坦頓港」的任務期間被「強盜」突襲，因為保護東鄉陸也而敗北，因此需要退學。
LBX：DC中斷者（量產型）
朝比奈浩太（Asahina Kouta）
配音員：（日）小田久史；（港）钟见麟（TVB）
二年五班學生，第三小隊的機械師。
知道東鄉陸也經常使用「撤退姿勢」的背後原因，因此當大家誤解陸也時一直為他辯護。
事後跟隨陸也退學。
西村勇士（Nishimura Yuuji）
配音員：（日）大畑伸太郎
接替需退學的第三小隊成員的新學員之一，但在第14話第一日參戰奪取「天使碎片」的任務期間也因為保護陸也而敗北了。
LBX：DC中斷者（量產型）
大山鷹雄（Ooyama Takao）
配音員：（日）大畑伸太郎
接替需退學的第三小隊成員的新學員之一，但在第14話第一日參戰奪取「天使碎片」的任務期間也因為保護陸也而敗北了。
LBX：DC中斷者（量產型）
筱目茜（Shinome Akane）
配音員：（日）五十嵐浩子
第三小隊的新隊員。事後跟隨東鄉陸也退學。(遊戲版沒有退學)
LBX：DC勇者（量產型）
羅伊・陳（Roy Chen）
配音員：（日）桑畑裕輔；（港）李致林（TVB）
第三小隊的新隊員。參戰原因是因為現實世界中他的國家因波及戰火而受到破壞，得知第二世界的實則作用因而加入。
事後跟隨東鄉陸也退學。(遊戲版沒有退學)
LBX：DC中斷者（量產型）
卡西蓮・露絲（Catherine Ruth）
配音員：（日）本名陽子；（港）陈皓宜（TVB）
二年五班學生，第四小隊的隊長，因隊員皆是女性而稱其隊伍為「純妹子小隊」。
前作角色古城飛鳥的粉絲，因此希望可以拜訪她的弟弟古城武。
曾因多次意見不合而與波露頓的雛子發生衝突，後來在第24話經過在「東端大橋」的合作之後便化解了誤會。
在第35話的「失落之地」戰鬥中因為「戰敗」而昏迷 (遊戲版沒有這種劇情)，事後也與瀨名新一同退學。(遊戲版沒有退學)
LBX：塞壬（米黃色）
鹿島遊乃（Kashima Yuno）
配音員：（日）野村香菜子；（港）何宝珊（TVB）（台）穆宣名
本作品第三季的女主角。
二年五班副班長，第四小隊的成員。喜歡吃純咖啡店斯瓦羅的巧克力雪榚。
在第2話護送運輸物資列車一役中，解救了被羅修斯敵機圍攻的瀨名新。
雖然隸屬第四小隊，卻跟瀨名新他們很熟絡。
由說瀨名新使用新的LBX，而主動要求使用LBX「多特菲薩」。
LBX：塞壬（青白色）→ 多特菲薩（粉紅色與黃色塗裝專用機）
園山花子（Sonoyama Hanako）
配音員：（日）皆瀨まりか；（港）凌晞（TVB）
二年五班學生，第四小隊的隊員，性格害羞內儉。
第18話在第一小隊執行尋找哈尼斯司令官時，在截聽對方對話時聽到微小的撞球擊球聲音而協助第一小隊完成任務。
以為卡西蓮「戰敗」後受毒氣襲擊而昏迷，因此十分害怕戰鬥，第36話經鹿島遊乃的提醒後再次鼓起勇氣投入戰鬥 (遊戲版沒有這種劇情)。事後也與瀨名新一同退學。(遊戲版沒有退學)
LBX：塞壬（粉紅色）
仙道清花（Sendou Kiyoka）
配音員：（日）川崎芽衣子；（港）李潤知（TVB）；（台）張乃文
二年五班學生，第四小隊的機械師，舊作仙道大樹的妹妹。
擁有一把紫色長髮，外貌與仙道大樹十分相似。
跟仙道大樹一樣有用塔羅牌占卜的習慣，不過跟仙道大樹不一樣的是她是將塔羅牌的圖案顯示在CCM的銀幕上（神威大門的學生使用的CCM，外型就像是智慧型手機）。
第29話透露成為機械師的原因是因為受到哥哥大樹的影響，從而對通過維護和改造來提升LBX性能產生興趣。
一直有留意羅修斯第六小隊的機械師木場影斗設計的LBX與武器，並協助他完成法條無樂的新LBX「馬格納奧爾塔斯」。
風陣海人（Fuujin Kaito）
配音員：（日）中村悠一；（港）黄启昌（TVB）（台）梁興昌
二年五班學生，第五小隊的隊長。
實力和戰術上雖然不錯，卻很高傲，一直看不起其他小隊。
認同賽雷迪的想法，認為需要讓世界進入一個新時代。
在第33話決定轉投世界拯救者，在第36話被瀨名新打敗 (遊戲版改由哈尼斯的玩家小隊負責)。事後被警方拘捕，後來透過短訊道歉 (由於遊戲版沒有被拘捕，所以沒有這段劇情)。
LBX：DC勇者（隊長機）→ 華爾．斯柏萊斯（紫藍色塗裝專用機）
吹野正（Fukino Tadashi）
配音員：（日）黑澤壽樹；（港）李安邦（TVB）
二年五班學生，第五小隊的隊員。
槍法十分出色，即使使用短程手槍也能迅速將遠處敵人擊倒。
曾經因使用遠程步槍出現偏差擊中好友笹川颯的LBX而破敗，導致好友需退學，從此不願而使用遠程步槍。
直到第27話，終於放下介懷，重新使用遠程步槍。
LBX：DC進擊者（量產型）（第27話配備最新型遠程步槍）
笹川望（Sasagawa Nozomi）
配音員：（日）上田のり子
二年五班學生，第五小隊的隊員。
哥哥是前阿拉比斯特出名的狙擊手笹川颯，雖然隸屬不同假想國，二人與吹野正關係卻十分融洽。
事後也與瀨名新一同退學。(遊戲版沒有退學)
LBX：DC進擊者（量產型）
嵐山文太（Arashiyama Bunta）
配音員：（日）河田吉正；（港）邓港文（TVB）
二年五班學生，第五小隊的機械師。
跟同樣是機械師的細野朔也感情很好。
在第35話的「失落之地」戰鬥中為了保護隊友而受到毒氣攻擊，結束後終於清醒。(遊戲版沒有這種劇情)
凡妮莎・佳亞（Vanessa Gala）
配音員：（日）藤堂真衣；（港）林芷筠（TVB）
深紫色頭髮、黝黑皮膚的強悍女生，攻擊及防禦都有很高水平，前羅修斯聯合學生，第六小隊的隊員。
於第28話加入傑諾克。
LBX：罔塔（羅修斯聯合塗裝 → 傑諾克塗裝）
米哈伊爾・洛克（Mikhail Rourke）
配音員：（日）大隈健太；（港）周良鸿（TVB）
米白色頭髮男生，雖然只是使用泛用型LBX「格雷里奧」，但技術卻很出色，前羅修斯聯合學生，第六小隊的隊員。
於第28話加入傑諾克。
在第35話的「失落之地」戰鬥中不幸「戰敗」，因為毒氣而昏迷，結束後終於清醒。(遊戲版沒有這種劇情)
LBX：格雷里奧（羅修斯聯合塗裝 → 傑諾克塗裝）
木場影斗（Kiba Kageto）
配音員：（日）渡邊明乃；（港）黄玉娟→黄莹莹（TVB）
前羅修斯聯合學生，第六小隊的機械師。
為了讓無樂能對抗LBX「多特菲薩」的新武器德特加格林機槍，而為LBX「罔塔．伊澤爾法」設計出貝利亞來福槍、巨人盾牌等裝備。
亦為LBX「罔塔·伊澤爾法」配上雙龍卷系統（加入姿態控制裝置的新型驅動系統），是少數可以為LBX裝備這種系統的機械師。
成為機械師原因是小學喜歡一個熱衷於LBX對戰的女同學，從而接觸了改造LBX的技術。
於第28話加入傑諾克，並得到仙道清花的協助，為法條無樂制作出擁有多重加速器的新型LBX「馬格納奧爾塔斯」。

##### 遊戲版主角群 / 哈尼斯
乾影虎（Inui Kagetora）
配音員：（日）內山昂輝；（港）邓志坚（TVB）
二年三班，第一小隊的隊長 (遊戲版可以更換小隊隊長)，給人穩重可靠的感覺。
在「世界聯合」中，是唯一傑諾克小隊以外的假想國成員作為突襲部隊。
LBX：DC進擊者（哈尼斯專用色隊長機）
金箱鈴音（Kinbako Suzune）
配音員：（日）中津真莉子；（港）魏惠娥（TVB）
二年三班，第一小隊的隊員 (遊戲版可以更換小隊隊員)，實力非凡的活潑女生，賴床頻率是小隊中最高的。
在「世界聯合」中，是唯一傑諾克小隊以外的假想國成員作為突襲部隊。
LBX：DC中斷者（哈尼斯專用色量產型）（動畫版）、DC勇者（哈尼斯專用色量產型）（遊戲版）
古城武（Kojou Takeru）
配音員：（日）水島大宙；（港）张方正（TVB）
遊戲中是隸屬玩家的第一小隊 (遊戲版可以更換技術師)、天才機械師，據說哈尼斯這個小國能連戰連勝也是因為武的功勞。
舊作古城飛鳥的弟弟，飛鳥所使用的LBX「吸血貓」也是武所組裝而成。
為了測試以吸血貓為藍本的新LBX「吸血貓·米利塔斯」，而在第16話請求瀨名新當測試員，所製造的機體的速度、反應及攻擊力也是一流，可見其實力。
在哈尼斯與傑諾克結盟後，協助細野朔也完成多特布萊斯萊薩與多特鳳凰等機體。(遊戲版先給玩家使用，再給瀨名新使用)
主人公
遊戲版「紙箱戰機WARS」的主人公，二年三班，第一小隊的隊員 (遊戲版後期可以更換小隊隊長、隊員和技術師)。
不會在動畫版登場。
會跟瀨名新一樣同時覺醒OVER LOAD的能力，玩到劇情最後還是要跟瀨名新一起打賽雷迪和伊丹京次，跟瀨名新一樣，不使用超載境界 (這個要看玩家怎麼決定)。
打敗賽雷迪和伊丹京次之後，由於第二世界崩潰，會跟瀨名新困在操作室，門打不開，而且天花板的碎石剛好砸到新和玩家的操作室的兩旁，操作室的支撐柱斷掉(包括電線)，掉下去之際，所幸被其他人的機體載具上的LBX所救，操作室的門才打開。
無敵 銀次郎
CV：吉野裕行
二年三班，第二小隊的隊長 (遊戲版可以更換小隊隊長)。
非常喜歡吃甜食 (連燕子咖啡廳都特地準備為銀次郎特製口味的可可)。
LBX：DC中斷者
白小路 乙姬
CV：中原麻衣
二年三班，第三小隊的隊長 (遊戲版可以更換小隊隊長)。
海道金的迷妹，對金的稱呼是金大人。在遊戲中早上遇到他時常常會聽到他說「昨天晚上又夢到金大人」。
LBX：賽任
鴻森 止水
CV：細谷佳正
二年三班，第四小隊的隊長 (遊戲版可以更換小隊隊長)。
第四小隊是哈尼斯的情報小隊 (遊戲版沒有情報小隊)。
LBX：DC勇者

#### 羅修斯聯合
死亡阿拉斯兄弟
配音員：（日）野間田一勝、佐々木義人、小林真麻；（港）周倚天、周良鸿、陈琴云（TVB）
三人組合，隸屬第十三小隊。校內有名的壞分子，為了勝利會不擇手段，而且實力也很強。
會使用陣勢攻擊死亡格里芬（Death Griffon），在第6話「黑風峽谷陣營」攻略戰中被瀨名新用陣勢攻擊三角交叉（Delta Cross）戰敗而需要退學(遊戲版改由哈尼斯的玩家小隊負責)。
遊戲版破關後可以徵招。
LBX：格里芬（藍色專用機）
安德烈‧格雷戈里（Andrei Gregory）
配音員：（日）佐藤健輔；（港）陈卓智（TVB）
第六十六小隊隊長、「天使碎片」的守衛隊長。
因為是羅修斯首屈一指的近距離格鬥猛士、無情地粉碎一切敵人，因而獲得「灰色猛獸」（Grey Beast）的稱號。
在「世界聯合軍」中擔任地面部隊的指揮。
LBX：罔塔（灰色專用機）
劍菱渡（Kenbishi Wataru）
配音員：（日）小平有希
第二十七小隊隊長，視法條無樂為偶像的熱血青年。
因為寄生鑰匙轉移到他的LBX「罔塔」身上，而被「強盜」鎖定成目標，最後在第28話防衛「玫瑰城」的戰役中戰敗而需要退學。(遊戲版省略)
遊戲版破關後可以徵招。
LBX：罔塔

#### 艾澤爾丹 / 強盜 / 世界拯救者
伊丹京次（Itan Kyouji）
配音員：（日）福島潤；（港）陈成港（TVB）
前朗多利亞學員、「強盜」的主帥。
與瀨名新一樣擁有使用OVER LOAD的能力。以「強盜」身份帶領成員攻擊其他假想國，希望集齊寄生鑰匙控制「第二世界」。
喜歡和經常吃棒棒糖，看來是經常使用OVER LOAD而需要補充葡萄糖的緣故。
在第21話襲擊「死亡森林」一戰中，以一人實力就將瀨名新、星原光、出雲春樹、法條無樂的LBX重創，卻被瀨名新使用OVER LOAD打敗。
逃過執法人員的拘捕 (遊戲版省略)，利用LBX的部件修理LBX「古爾澤昂」希望找賽雷迪報仇，最終在第36話被賽雷迪使用OVER LOAD打敗 (遊戲版是被玩家和瀨名新擊敗，原因是賽雷迪放了他，讓他去打瀨名新和玩家)。
LBX：古爾澤昂
有馬透（Arima Tooru）
配音員：（日）村田太志 ；（港）陈耀楠 (TVB)
前阿拉比斯特學員、「強盜」成員。
為了報復在第25話「坦頓港」防衛戰的一戰之仇，在第31話再次與星原光對決，卻被星原光看破其刀法，被星原光的LBX「華爾．戴霸」打敗。(遊戲版改由哈尼斯的玩家小隊負責)
LBX：戈爾德
莎諾・蕾恩（Charlotte Rain）
配音員：（日）木村はるか；（港）罗杏芝 (TVB)
前波露頓學員、「強盜」成員。
在第28話「玫瑰城」戰役中搶走劍菱渡駕駛的LBX「罔塔」手中的「貝利亞之刃」，並刺入LBX「罔塔」，使其失去活動能力。(遊戲版省略)
第31話被法條無樂的LBX「馬格納奧爾塔斯」打敗，同時「貝利亞之刃」被無樂搶回。 (遊戲版改由哈尼斯的玩家小隊負責)
LBX：嘉利帕（配備貝利亞之刃）
甲士大悟（Koumoto Daigo）
配音員：（日）星野貴紀；（港）邓港文 (TVB)
前羅修斯學員、「強盜」成員。
第31話被趕來的出雲春樹的LBX「特萊梵」和東鄉陸也的LBX「DC進擊者」打敗。(遊戲版改由哈尼斯的玩家小隊負責)
LBX：戈爾德
布魯斯・布拉德（Bruce Bladow）
配音員：（日）村上裕哉；（港）林筠翔 (TVB)
前羅修斯學員、「強盜」成員。
第31話被瀨名新的LBX「多特布萊斯萊薩」打敗。(遊戲版改由哈尼斯的玩家小隊負責)
LBX：嘉利帕
賽雷迪・克萊斯勒（Seledy Kreisler）
配音員：（日）阪口大助；（港）袁淑珍（少年）、盧國權（老人）（TVB）
《Wars》的最終boss，新假想國艾澤爾丹的班主任，年紀跟同學差不多，由於天才般的頭腦而成為科學家，在LBX科面的功積十分顯著。
著名恐怖分子「世界拯救者」的核心成員，其真實身份不詳，調查顯示他應該超過九十歲，但外表卻是一名少年。
目的是進入「失落之地」得到制衡端控制「第二世界」，從而控制現實世界、展開一個理想的新時代。
被瀨名新以沒有OVER LOAD的狀態下打敗 (遊戲版則是被瀨名新和玩家擊敗)，LBX被瀨名新破壞打敗後回復實際年齡九十歲的老人樣貌，並且被警方拘捕。(遊戲版改成在片尾曲出現賽雷迪在法庭的圖片)
LBX：幻影 → D・艾澤爾迪
綾部連次郎（Ayabe Renjirou）
配音员：（日）坂本くんぺい；（港）卢国权（TVB）
磯谷的管家，得到特別允許跟隨玄堂進出神威大門統合學園。
其真實身份是「世界拯救者」的一員。偽造身份是為了混進磯谷家來利用他們的財力與政治力量。
騙取傑諾克成員的信任，因而在第30話順利從東鄉陸也的LBX中搶走第三條寄生鑰匙。(遊戲版趁陸也睡著偷拿；動畫版則是趁陸也開門的時候撞他而拿走)
與賽雷迪一同經過多次戰爭，明白他的理念。但因長時間與學員相處，深信將來是靠這群年輕人，因此在賽雷迪下釋放致命毒氣的命令時，暗地裡換成使人昏迷的氣體。(遊戲版省略，而且當時賽雷迪不知道致命毒氣被掉包，後來因為海道金說所有學生沒事才得知；動畫版賽雷迪不知道)
最後在第36話被賽雷迪槍殺。(是因為連次郎對賽雷迪有意見被賽雷迪殺害，遊戲版被殺害的地點是在校園，時間點為早上；動畫版則是第二世界內部，時間點為晚上)

#### 波露頓
沖田雛子（Okita Hinako）
配音員：（日）葉山郁美；（港）吴羡婷（TVB）
棗紅色頭髮、右眼戴上眼罩的女生，第一小隊隊長。
性格與卡莎蓮有點兒相似，十分衝動，與卡西蓮不同的是，她喜歡的偶像是舊作的鄉田半藏。
因為與卡莎蓮發生不少衝突而要求與對方用LBX對戰解決。最後在第24話於「東端大橋」誤打誤撞與傑諾克第四小隊合作打敗入侵傑諾克的羅修斯小隊。(遊戲版沒有這種劇情)
LBX：卡那羅亞
凪野海（Nagino Umi）
配音員：（日）鷄冠井美智子；（港）罗杏芝（TVB）
黑人少女，第一小隊隊員。
人稱波露頓人形電腦，擅長制定戰略方案。
LBX：ロノ
渚莉莉卡（Nagisa Ririka）
配音員：（日）安濟知佳；（港）廖杏茵（TVB）
戴上頭巾的孖辮的矮小女孩，第一小隊隊員。
LBX：ロノ

#### 阿拉比斯特同盟
白牙武藏（Hakuga Musashi）
配音員：（日）櫻井トオル；（港）鄧港文（TVB）
第十九小隊隊長、人稱「白色戰狐」的阿拉比斯特猛將。喜歡把褲腳褶起。

#### 其他人物
大門約瑟芬（Daimon Josephine）
配音員：（日）木內秀信
神威大門統合學園的校長，打扮十分華麗。
在世界拯救者佔據學園時受到軟禁，經猿田教官提醒後吩咐機械人們奪回學園。(遊戲版省略)
事後答應學員要求，創造一個只用作LBX戰鬥的學園。
美都玲奈（Mito Reina）
配音員：（日）嶋村侑；（港）詹健兒（TVB）
神威大門統合學園的老師，負責日常事務及運作。
以傑諾克指揮官的身份進入神威大門統合學園，希望可以找尋父親美都英輔博士的去向。
為救回父親而獨自闖入「第二世界」(遊戲版是賽雷迪變成神威大門統合學園的新校長後，獨自闖入「第二世界」，時間點為早上；動畫版則是受到伊丹京次幫忙才闖入「第二世界」，時間點為晚上)，並得到瀨名新他們的幫助下逃出(遊戲版有包括玩家在內)。
世界拯救者事件結束後向學員們道歉並答謝，期後與父親一同離開。(遊戲版省略)
猿田學（Saruta Manabu）
配音員：（日）星野貴紀；（港）李锦纶（TVB）
外型像一隻猩猩，背部有兩把日本竹刀。
神威大門統合學園的老師，負責教授對戰策略。
利用日本劍道訓練協助星原光重新振作。(限動畫版)
LBX：甲士．大師
克羅斯・十字鍵（Ivan Krosky）
配音員：（日）前田弘喜；（港）冯志辉（TVB）
羅修斯聯合的司令官，擁有使人畏懼的臉孔，總不知在打甚麼主意。
基思・喬丹
配音員：（日）大畑伸太郎
阿拉比斯特同盟軍司令官。
由於傑諾克近日戰績彪炳，因此暗中向美都玲奈提議結盟卻被拒絕。
日暮真尋（Higurashi Mahiro）
配音員：（日）藤堂真衣；（港）陈琴云（TVB）
哈尼斯二年級三班的班主任，亦是保健室的醫護人員，會被自家學生以「真尋ちゃん」來稱呼。
瀨名新他們在尋找哈尼斯司令官的任務期間，曾一度懷疑她就是「多魯多金斯」。
梅麗莎・波特曼（Melissa Portman）
配音員：（日）広瀬有香；（港）何璐怡（TVB）；（台）張乃文
擁有一頭藍髮及藍色外套，波爾頓班主任及司令官。
一直被其他老師看輕，想盡辦法讓波爾頓這個小國有出頭天，總是纏著美都玲奈希望能跟傑諾克同盟。頗為情緒化。
東鄉儀一（Tougou Giichi）
配音員：（日）中川慶一；（港）劉昭文（TVB）
2055年日本總理大臣，東鄉陸也的父親。
美都英輔博士（Mito Eisuke）
美都玲奈的父親，三年前去了神威大門統合學園開發管理「第二世界」的電腦「大師」後失去聯絡。
為了控制「大師」的系統，被關進「第二世界」。後來經女兒玲奈及瀨名新他們努力下終於被解救出來，後來躺在擔架上離開學校 (遊戲版有包括玩家在內，就算賽雷迪把戰爭時分時間限制改成無限制，一天也只能出擊兩次，所以能站起來走動)。

## 特別用語
- LBX

LBX全名為Little Battler eXperience，意思是「小小戰士的體驗」，是由Tiny Orbit公司所開發的小型戰鬥機器人。
在過去，由於擁有太過強力的性能，被視為危險的玩具而被迫停止販售。
後來因強化紙箱的面世，它能將從內部或外部產生的衝擊幾乎全數吸收，使得LBX對戰的範圍得到限制，LBX變成了有場地限制的安全玩具，所以LBX才可得以販售，令LBX在小孩子之間形成了一股熱潮。
LBX主要由核心骨架﹑分裝裝甲及武器所構成。
- 核心骨架

核心骨架為LBX的內部框架，配備著馬達﹑電池及CPU等重要零件，透過安裝不同的零件而強化LBX的性能。
- CPU

CPU為LBX的核心儲存器。
當LBX不斷進行對戰後，數據就會記錄到CPU裡，從而產生出新的必殺技。
- 分裝裝甲

分裝裝甲為LBX的外部裝甲，主要是用作保護LBX的核心骨架，分裝裝甲大致分為頭部﹑胸部﹑左手﹑右手及腳部五種裝甲。
而分裝裝甲亦有不同的種類，如重視能力平衡的騎士型（Knight Frame）﹑重量級的搏擊型（Brawler Frame）﹑輕量級的強襲型（Strider Frame）﹑腳部改良過的戰車型（Panzer Frame）及獸人般的猛獸型（Wild Frame）。
LBX可自由安裝不同的裝甲創造出獨一無二的LBX。
- 武器

LBX以不配備武器作對戰的，稱為「素手」。
同時地，LBX可配備不同的武器作對戰，如劍﹑槍﹑苦無﹑斧﹑單手槍﹑雙手槍﹑大炮﹑武器腕等。
- 強化紙箱

能夠吸收掉80％來自內、外側的衝擊，是個革命性的「未來的箱子」，原本是用來保護運輸的物品而開發的紙箱。
- D方塊

由TINY ORBIT公司開發的。D方塊是把強化紙箱壓縮之後製成的小型立方體，只要按下按鈕就可展開強化紙箱，成為LBX對戰用的平台。
- CCM

CCM全名為Control & Communication Manipulator，為用來操作LBX的遙控器，能夠給予LBX指令，於螢幕上可以顯示損傷程度、電力殘量等各種情報。
- 阿爾特美斯（Artemis）

為兩年前開始舉辦的LBX世界第一爭奪賽。
- 比斯達斯地下賽（Anglavisidas）

由雷克斯所創辦的地下LBX大賽。「比斯達斯地下賽」的對戰是沒有規則，為無限制常規戰，選手可允許使用任何攻擊方法對付對手。而最新一屆「比斯達斯地下賽」的優勝者可得到「阿爾特美斯」的特別參賽權。其會場位於藍貓咖啡店的地下。
- Angel Star（AngeL Star）

亦稱「天使之星」，是神谷重工機械手臂的專用品牌。

## 工作人員
- 企劃、生產商、方案 - 日野晃博
- 主任 - 楠田芳晃
- 角色 & LBX設計 - 園部淳
- 動畫部分分鏡、演出 - 本鄉滿、追崎史敏
- 動畫部分角色設計、總作畫監督 - 長谷川真也
- 動畫制作 - OLM

## 電視動畫

### 工作人員（動畫）
- 企劃、總監修、故事原案 - 日野晃博
- 原作 - LEVEL-5
- 角色原案、LBX設計 - 園部淳
- 監督 - 高橋直人
- 系列構成 - 富岡淳廣
- 角色設計、總作畫監督 - 西村博之
- 行動主任 - 深澤幸司
- CGI主任 - 瀨尾太
- 美術監督 - 谷岡善王、小濱俊裕
- 色彩設計 - 渡邊亞紀
- 攝影監督 - 山越康司
- 編輯 - 今井大介
- 音樂 - 近藤嶺
- 音響監督 - 三間雅文
- 主管 - 奧野敏聰、久保雅一
- 制作擔當 - 井上たかし
- 動畫生產商 - 神田修吉
- 生產商 - 紅谷佳和、梶原清文
- 制作 - プロジェクトダ[9]
- 動畫制作 - OLM TEAM INOUE
- 製作 - 東京電視台、電通、OLM

### 主題曲

#### 片頭曲
- 『（1Dream）』（第01話至第24話）

作詞：森月キャス
作曲：前澤寬之
編曲：家原正樹
歌：Little Blue BoX
- 『（以心傳心）』（第25話至第44話）

作詞：森月キャス
作曲：前澤寬之
編曲：家原正樹
歌：Little Blue BoX

#### 片尾曲
- 『（我的貯金箱）』（第01話至第24話）

作詞：前川紘毅、堀向彥輝
作曲：前川紘毅
編曲：瀧上裕司
歌：前川紘毅
- （第25話至第44話）

作詞：前川紘毅、堀向彥輝
作曲、編曲：堀向彥輝
歌：前川紘毅

### 各話列表
| 話數 | 原文標題 | 中文標題                  | 日本播映日    | 香港Animax播映日 | 香港TVB播映日 | 台灣Animax播映日 |
| ---- | -------- | ------------------------- | ------------- | ---------------- | ------------- | ---------------- |
| 01   |          | 與小機甲的相會            | 2011年 3月2日 | 2012年 5月4日    | 2012年 6月7日 | 2012年 7月16日   |
| 02   |          | 被奪走的阿基里斯          | 3月9日        | 5月7日           | 6月8日        | 7月17日          |
| 03   |          | 降臨 地獄的破壞神         | 3月16日       | 5月8日           | 6月15日       | 7月18日          |
| 04   |          | 被詛咒的黃金騎士          | 3月23日       | 5月9日           | 6月21日       | 7月19日          |
| 05   |          | 黑暗的暗殺者              | 3月28日       | 5月10日          | 6月22日       | 7月20日          |
| 06   |          | 對決 狙擊手VS狙擊手       | 4月6日        | 5月11日          | 6月28日       | 7月23日          |
| 07   |          | 其名為革新者              | 4月13日       | 5月14日          | 6月29日       | 7月24日          |
| 08   |          | 巨大迷宮天使之星          | 4月20日       | 5月15日          | 7月5日        | 7月25日          |
| 09   |          | 鋼鐵怪物伊基德斯          | 4月27日       | 5月16日          | 7月6日        | 7月26日          |
| 10   |          | 謎樣轉學生 海道金         | 5月4日        | 5月17日          | 7月12日       | 7月27日          |
| 11   |          | 箱中的魔術師              | 5月11日       | 5月18日          | 7月13日       | 7月30日          |
| 12   |          | 黑暗的戰場 比斯達斯地下賽 | 5月18日       | 5月21日          | 7月19日       | 7月31日          |
| 13   |          | 小丑 魔術般的分身攻擊     | 5月25日       | 5月22日          | 7月20日       | 8月1日           |
| 14   |          | 決戰 帝王                 | 6月1日        | 5月23日          | 7月26日       | 8月2日           |
| 15   |          | 拯救世界的力量            | 6月8日        | 5月24日          | 7月27日       | 8月3日           |
| 16   |          | 潛入 黑色要塞             | 6月15日       | 5月25日          | 8月2日        | 8月6日           |
| 17   |          | 命運的再會                | 6月22日       | 5月28日          | 8月3日        | 8月7日           |
| 18   |          | 阿爾特美斯 開幕           | 6月29日       | 5月29日          | 8月9日        | 8月8日           |
| 19   |          | 激鬥 金與雷克斯           | 07月6日       | 5月30日          | 8月10日       | 8月9日           |
| 20   |          | 淘汰賽風波                | 07月13日      | 5月31日          | 8月16日       | 8月10日          |
| 21   |          | 炸裂 超等離子爆擊         | 7月20日       | 6月1日           | 8月17日       | 8月13日          |
| 22   |          | 謎之玩家 灰原裕也         | 7月27日       | 6月4日           | 8月23日       | 8月14日          |
| 23   |          | 決戰 皇家對戰             | 8月3日        | 6月5日           | 8月24日       | 8月15日          |
| 24   |          | 衝擊的最後一戰            | 8月10日       | 6月6日           | 8月30日       | 8月16日          |
| 25   |          | 新一輪戰鬥的開始          | 8月17日       | 6月7日           | 8月31日       | 8月17日          |
| 26   |          | 閃光的LBX 潘朵拉          | 8月24日       | 6月8日           | 9月6日        | 8月20日          |
| 27   |          | 覺醒吧 全新的機甲         | 8月31日       | 6月11日          | 9月7日        | 8月21日          |
| 28   |          | 奧丁出撃                  | 9月7日        | 6月12日          | 9月13日       | 8月22日          |
| 29   |          | 傳說的超駭客 奧特克羅斯   | 9月14日       | 6月13日          | 9月14日       | 8月23日          |
| 30   |          | 突入 神之門               | 9月21日       | 6月14日          | 9月20日       | 8月24日          |
| 31   |          | 目標是 秋葉原王國         | 9月28日       | 6月15日          | 9月21日       | 8月27日          |
| 32   |          | 秋葉原王國開幕            | 10月12日      | 6月18日          | 9月27日       | 8月28日          |
| 33   |          | 鄉田VS仙道                | 10月19日      | 6月19日          | 9月28日       | 8月29日          |
| 34   |          | 衝突 阪VS金               | 10月26日      | 6月20日          | 10月4日       | 8月30日          |
| 35   |          | 衝擊 太陽神阿波羅凱撒     | 11月2日       | 6月21日          | 10月11日      | 8月31日          |
| 36   |          | 人類之希望永動機          | 11月9日       | 6月22日          | 10月12日      | 9月3日           |
| 37   |          | 要塞戰車巴爾多瑪          | 11月16日      | 6月25日          | 10月18日      | 9月4日           |
| 38   |          | 探路者再生之時            | 11月23日      | 6月26日          | 10月19日      | 9月5日           |
| 39   |          | 振作起來吧 阪             | 11月30日      | 6月27日          | 10月25日      | 9月6日           |
| 40   |          | 陰謀敗露                  | 12月7日       | 6月28日          | 10月26日      | 9月7日           |
| 41   |          | 惡魔飛舞之時              | 12月14日      | 6月29日          | 11月1日       | 9月10日          |
| 42   |          | 生死悠關之最終任務        | 12月21日      | 7月2日           | 11月2日       | 9月11日          |
| 43   |          | 天空之大決戰              | 2012年 1月4日 | 7月3日           | 11月8日       | 9月12日          |
| 44   |          | 改變世界的人              | 1月11日       | 7月4日           | 11月9日       | 9月13日          |

### 播放電視台
| 播放地區       | 播放電視台           | 播放日期                                           | 當地播放時間                          | 所屬聯播網            | 備註                            |
| -------------- | -------------------- | -------------------------------------------------- | ------------------------------------- | --------------------- | ------------------------------- |
| 關東廣域圈     | 東京電視台（製作局） | 2011年3月2日－2012年1月11日                        | 週三 19:27 - 19:55                    | 東京電視台系列        | 含字幕 連動資料放送             |
| 北海道         | 北海道電視台         | 2011年3月2日－2012年1月11日                        | 週三 19:27 - 19:55                    | 東京電視台系列        | 含字幕 連動資料放送             |
| 愛知縣         | 愛知電視台           | 2011年3月2日－2012年1月11日                        | 週三 19:27 - 19:55                    | 東京電視台系列        | 含字幕 連動資料放送             |
| 大阪府         | 大阪電視台           | 2011年3月2日－2012年1月11日                        | 週三 19:27 - 19:55                    | 東京電視台系列        | 含字幕 連動資料放送             |
| 岡山縣・香川縣 | 瀨戶內電視台         | 2011年3月2日－2012年1月11日                        | 週三 19:27 - 19:55                    | 東京電視台系列        | 含字幕 連動資料放送             |
| 福岡縣         | TVQ九州放送          | 2011年3月2日－2012年1月11日                        | 週三 19:27 - 19:55                    | 東京電視台系列        | 含字幕 連動資料放送             |
| 日本全域       | Niconico             | 2011年3月2日－5月11日 2011年5月19日－2012年1月19日 | 週三 20:00 更新 週四 12:00 更新       | 網路電視              | 開播後一週免費                  |
| 日本全域       | BS日本               | 2011年4月2日－2012年1月28日                        | 週六 7:00 - 7:30                      | 東京電視台系列 BS放送 | 開播後一週免費                  |
| 日本全域       | AT-X                 | 2011年4月10日－2012年2月5日                        | 週日 8:00 - 8:30                      | CS放送                | 有重播時段                      |
| 日本全域       | 萬代頻道             | 2011年5月26日－2012年1月18日                       | 週四 12:00 更新（第13話－）           | 網路播放              | 開播後一週免費                  |
| 日本全域       | Kids Station         | 2011年6月18日－2012年4月28日                       | 週六 17:30 - 18:00                    | CS放送                | 製作委員会参加 含字幕、重播時段 |
| 日本全域       | Dlife                | 2015年10月17日－                                   | 週六 18:00 - 18:30                    | BS放送                |                                 |
| 滋賀縣         | 琵琶湖放送           | 2011年3月17日－2012年1月26日                       | 週四 19:00 - 19:28                    | 独立局                |                                 |
| 宮城縣         | 仙台放送             | 2011年4月3日－2012年2月12日                        | 週日 5:30 - 6:00                      | 富士電視網系列        |                                 |
| 廣島縣         | 廣島HOME電視台       | 2011年5月21日－2012年4月14日                       | 週六 6:30 - 7:00                      | 朝日電視台系列        |                                 |
| 靜岡縣         | 靜岡朝日電視台       | 2011年6月25日－2012年5月5日                        | 週六 6:45 - 7:15                      | 朝日電視台系列        |                                 |
| 和歌山縣       | 和歌山電視台         | 2011年10月7日－2012年8月3日                        | 週五 7:30 - 8:00                      | 独立局                |                                 |
| 奈良縣         | 奈良電視台           | 2011年11月10日－2012年4月5日 2012年4月9日－10月1日 | 週四 19:00 - 19:30 週一 17:30 - 18:00 | 独立局                |                                 |

| 播放地區 | 播放電視台 | 播放日期                                      | 當地播放時間                                 | 所屬聯播網 | 備註       |
| -------- | ---------- | --------------------------------------------- | -------------------------------------------- | ---------- | ---------- |
| 香港     | Animax     | 2012年5月4日－7月4日                          | 星期一至五 21:00－21:30                      |            |            |
| 香港     | 翡翠台     | 2012年6月7日（6月14日、10月5日停播）－11月9日 | 星期四、五 17:20－17:50 6月29日 17:25－17:50 |            |            |
| 臺灣     | Animax     | 2012年7月16日－9月13日                        | 星期一至五 18:30－19:00                      | 有線電視   | 含中文配音 |
| 臺灣     | 中國電視台 | 2012年11月16日－2013年1月25日                 | 星期五 17:00－18:00                          | 有線電視   | 含中文配音 |

#### 作品的變遷
| 日本 東京電視台 星期三 19:27－19:55 節目 | 日本 東京電視台 星期三 19:27－19:55 節目 | 日本 東京電視台 星期三 19:27－19:55 節目 |
| ---------------------------------------- | ---------------------------------------- | ---------------------------------------- |
|                                          | 紙箱戰機 （2011年3月2日－2012年1月11日） |                                          |
| 閃電十一人，第27－120話                  | 紙箱戰機W                                |                                          |

| 香港 翡翠台 星期四、五 17:20－17:50 節目 · 2012年10月5日暫停播映          | 香港 翡翠台 星期四、五 17:20－17:50 節目 · 2012年10月5日暫停播映 | 香港 翡翠台 星期四、五 17:20－17:50 節目 · 2012年10月5日暫停播映 |
| ------------------------------------------------------------------------- | ---------------------------------------------------------------- | ---------------------------------------------------------------- |
|                                                                           | 紙箱戰機 （2012年6月7日－11月9日）                               |                                                                  |
| 爆旋陀螺 鋼鐵戰魂4D                                                       | 數碼暴龍合體大作戰                                               |                                                                  |
| 香港 翡翠台 星期一至五 06:00－06:25 節目                                  |                                                                  |                                                                  |
| 我們這一家 重播                                                           | 紙箱戰機 重播 （2015年3月4日－5月5日）                           | 星光少女‧美夢成真 重播                                           |
| 香港 翡翠台 星期一至五 15:45－16:15 節目 · 2020年2月26日及3月23日暫停播映 |                                                                  |                                                                  |
| 櫻桃小丸子 重播，第693－744集                                             | 紙箱戰機 重播 （2020年1月24日－3月27日）                         | 每日媽媽 重播，第4 －63集                                        |
| 忍者亂太郎（XXII） 重播，第22輯                                           | 紙箱戰機 重播 （2021年4月16日－6月16日）                         | 麵包超人 重播，第1185－1236集                                    |

## 改編漫畫
小學館2011年2月号開始連載，作畫藤異秀明，以及外傳『紙箱戰機 海道金外傳』於2011年夏号刊載，作畫HIRO。
| 集數 | 小學館         | 小學館                 | 青文出版社     | 青文出版社             | 正文社         | 正文社                 |
| 集數 | 發售日期       | ISBN                   | 發售日期       | ISBN                   | 發售日期       | ISBN                   |
| ---- | -------------- | ---------------------- | -------------- | ---------------------- | -------------- | ---------------------- |
| 1    | 2011年6月28日  | ISBN 978-4-09-141298-0 | 2012年12月15日 | ISBN 978-986-310-506-0 | 2012年11月15日 | ISBN 978-988-8153-09-1 |
| 2    | 2011年10月28日 | ISBN 978-4-09-141344-4 | 2013年6月20日  | ISBN 978-986-310-640-1 | 2013年3月20日  | ISBN 978-988-8153-57-2 |
| 3    | 2012年1月27日  | ISBN 978-4-09-141385-7 | 2013年12月7日  | ISBN 978-986-310-845-0 | 2013年10月8日  | ISBN 978-988-8153-99-2 |
| 4    | 2012年7月27日  | ISBN 978-4-09-141489-2 |                |                        | 2013年12月5日  | ISBN 978-988-8154-36-4 |
| 5    | 2012年11月28日 | ISBN 978-4-09-141530-1 |                |                        | 2014年4月8日   | ISBN 978-988-8154-77-7 |
| 6    | 2013年3月28日  | ISBN 978-4-09-141628-5 |                |                        |                |                        |

| 冊數 | 標題 | 小學館        | 小學館                 |
| 冊數 | 標題 | 發售日期      | ISBN                   |
| ---- | ---- | ------------- | ---------------------- |
| 1    |      | 2014年3月14日 | ISBN 978-4-09-141778-7 |

## 塑膠模型
由萬代所生產、販售的塑膠組裝模型，其比例為1/1而不是遊戲設定中的包裝盒上所寫的1/144。

## 外部連結
- （日語）LBX總合官方網站
- （日語）PSP版官方網站 （页面存档备份，存于）
- （日語）ROID版官方網站 （页面存档备份，存于）
- （日語）紙箱戰機 東京電視台網站 （页面存档备份，存于）
- （中文）LBX 紙箱戰機 Bandai Asia （页面存档备份，存于）